# A Paksi FC 2009–2010-es szezonja
A Paksi FC 2009–2010-es szezonja szócikk a Paksi FC első számú férfi labdarúgócsapatának egy idényéről szól, mely sorozatban a 4., és összességében is a 4. idénye a csapatnak a magyar első osztályban. A klub fennállásának ekkor volt az 57. évfordulója.

## Mérkőzések
| Színmagyarázat | Színmagyarázat |
| -------------- | -------------- |
|                | Győzelem.      |
|                | Döntetlen.     |
|                | Vereség.       |

### Soproni Liga 2009–10

#### Őszi fordulók
| 1. forduló 2009. július 25. 20:00 |

| Zalaegerszegi TE                                                   | 2 – 1               | Paksi FC                                           |
| ------------------------------------------------------------------ | ------------------- | -------------------------------------------------- |
| Rudņevs 16' 85' Balázs 43' Todorović 21' Panikvar 33' Kamber 90+2' | (2 – 0) Jegyzőkönyv | Böde 79' Éger 19' Szabó 30' Pintér 55' Nikolov 71' |

| ZTE Aréna, Zalaegerszeg Nézőszám: 4 410 Játékvezető: Kassai Viktor (magyar) |

| 2. forduló 2009. augusztus 1. 20:00 |

| Paksi FC                          | 1 – 0               | Nyíregyháza Spartacus |
| --------------------------------- | ------------------- | --------------------- |
| Tököli 18' (11-esből) Horváth 42' | (1 – 0) Jegyzőkönyv | Mboussi 17' Zabos 78' |

| Fehérvári úti stadion, Paks Nézőszám: 3 100 Játékvezető: Bede Ferenc (magyar) |

| 3. forduló 2009. augusztus 8. 17:30 |

| Vasas                               | 3 – 1               | Paksi FC                                        |
| ----------------------------------- | ------------------- | ----------------------------------------------- |
| Remili 38' 56' Divić 67' Dobrić 72' | (1 – 0) Jegyzőkönyv | Tököli 80' 52' Szabó 18' Horváth 50' Pintér 87' |

| Illovszky Rudolf Stadion, Budapest Nézőszám: 1 000 Játékvezető: Solymosi Péter (magyar) |

| 4. forduló 2009. augusztus 15. 20:00 |

| Ferencváros                        | 1 – 1               | Paksi FC                                    |
| ---------------------------------- | ------------------- | ------------------------------------------- |
| Ashmore 48' Wedgbury 26' Balog 73' | (0 – 0) Jegyzőkönyv | Lisztes 69' Nikolov 21' Böde 51' Tököli 86' |

| Albert Flórián Stadion, Budapest Nézőszám: 7 000 Játékvezető: Szabó Zsolt (magyar) |

| 5. forduló 2009. augusztus 22. 20:00 |

| Paksi FC                         | 2 – 0               | Kaposvári Rákóczi                  |
| -------------------------------- | ------------------- | ---------------------------------- |
| Éger 61' Böde 90+2' 86' Báló 84' | (0 – 0) Jegyzőkönyv | Petrók 55' Maróti 64' Zahorecz 79' |

| Fehérvári úti stadion, Paks Nézőszám: 1 800 Játékvezető: Andó-Szabó Sándor (magyar) |

| 6. forduló 2009. augusztus 29. 20:00 |

| MTK Budapest                                      | 1 – 1               | Paksi FC                                |
| ------------------------------------------------- | ------------------- | --------------------------------------- |
| Melczer 62' (11-esből) 80' Hidvégi 70' Pintér 80' | (0 – 0) Jegyzőkönyv | Böde 83' 51' Szabó 58' Csernyánszki 60' |

| Hidegkuti Nándor Stadion, Budapest Nézőszám: 700 Játékvezető: Fábián Mihály (magyar) |

| 7. forduló 2009. szeptember 11. 19:00 |

| Paksi FC           | 0 – 1               | Debreceni VSC        |
| ------------------ | ------------------- | -------------------- |
| Szabó 69' Éger 85' | (0 – 1) Jegyzőkönyv | Szakály 33' Oláh 71' |

| Fehérvári úti stadion, Paks Nézőszám: 3 000 Játékvezető: Arany Tamás (magyar) |

| 8. forduló 2009. szeptember 19. 19:00 |

| Videoton                                      | 3 – 0               | Paksi FC                      |
| --------------------------------------------- | ------------------- | ----------------------------- |
| Szakály D. 32' 82' Nagy D. 65' Horváth G. 69' | (1 – 0) Jegyzőkönyv | Szabó J. 27' Lisztes K. 90+2' |

| Sóstói Stadion, Székesfehérvár Nézőszám: 2 473 Játékvezető: Iványi Zoltán (magyar) Asszisztensek: Medovarszki János ifj. Kormányos Gábor |

| 9. forduló 2009. szeptember 27. 17:30 |

| Paksi FC | 1 – 0               | Újpest               |
| -------- | ------------------- | -------------------- |
| Kiss 62' | (0 – 0) Jegyzőkönyv | Kabát 61' Tóth 90+1' |

| Fehérvári úti stadion, Paks Nézőszám: 4 000 Játékvezető: Szabó Zsolt (magyar) |

| 10. forduló 2009. október 3. 15:00 |

| Győri ETO                                                                          | 3 – 1               | Paksi FC                                |
| ---------------------------------------------------------------------------------- | ------------------- | --------------------------------------- |
| Nicorec 4' Kink 10' Józsi 31' (11-esből) Babić 33' Alekszidze 57' Pilibaitis 90+1' | (3 – 0) Jegyzőkönyv | Babić 65' (öngól) Zováth 4' Lisztes 24' |

| ETO Park, Győr Nézőszám: 2 500 Játékvezető: Szilasi Szabolcs (magyar) |

| 11. forduló 2009. október 17. 18:00 |

| Paksi FC                      | 2 – 1               | Kecskeméti TE                                      |
| ----------------------------- | ------------------- | -------------------------------------------------- |
| Tököli 31' Böde 69' Gévay 67' | (1 – 0) Jegyzőkönyv | Montvai 60' Yannick 29' Koller 43' Alempijević 89' |

| Fehérvári úti stadion, Paks Nézőszám: 1 500 Játékvezető: Takács János (magyar) |

| 12. forduló 2009. október 24. 17:00 |

| Diósgyőr                                             | 0 – 0               | Paksi FC          |
| ---------------------------------------------------- | ------------------- | ----------------- |
| Búrány 12' Vukadinović 18' Ivancsics 48' Horváth 90′ | (0 – 0) Jegyzőkönyv | Éger 26' Vári 41′ |

| DVTK-stadion, Miskolc Nézőszám: 2 500 Játékvezető: Németh Ádám (magyar) |

| 13. forduló 2009. október 31. 17:00 |

| Paksi FC                            | 2 – 2               | Lombard Pápa                      |
| ----------------------------------- | ------------------- | --------------------------------- |
| Böde 34' Tököli 43' 71' Horváth 61' | (2 – 0) Jegyzőkönyv | Bali 65' Alex José 75' Žuļevs 86' |

| Fehérvári úti stadion, Paks Nézőszám: 1 500 Játékvezető: Veizer Roland (magyar) |

| 14. forduló 2009. november 7. 16:00 |

| Budapest Honvéd                  | 1 – 1               | Paksi FC                              |
| -------------------------------- | ------------------- | ------------------------------------- |
| Palásthy 67' Hajdú 45' Macko 47' | (0 – 1) Jegyzőkönyv | Kiss 20' Böde 44' Gévay 48' Szabó 80' |

| Bozsik József Stadion, Budapest Nézőszám: 1 500 Játékvezető: Bede Ferenc (magyar) |

| 15. forduló 2009. november 21. 16:00 |

| Paksi FC                                  | 2 – 0               | Haladás             |
| ----------------------------------------- | ------------------- | ------------------- |
| Böde 80' 90' Éger 85' Tököli 85' Kiss 88' | (0 – 0) Jegyzőkönyv | Rácz 62' Molnár 75' |

| Fehérvári úti stadion, Paks Nézőszám: 1 200 Játékvezető: Andó-Szabó Sándor (magyar) |

#### Tavaszi fordulók
| 16. forduló 2010. március 31. 16:00 |

| Paksi FC                                           | 1 – 2               | Zalaegerszegi TE        |
| -------------------------------------------------- | ------------------- | ----------------------- |
| Nagy 90+1' Tököli 71' Kiss 75′ Éger 89' Böde 90+1' | (0 – 1) Jegyzőkönyv | Sluka 39' 52' Illés 78' |

| Fehérvári úti stadion, Paks Nézőszám: 500 Játékvezető: Fábián Mihály (magyar) |

- Elhalasztott mérkőzés.

| 17. forduló 2010. március 6. 14:00 |

| Nyíregyháza Spartacus              | 1 – 1               | Paksi FC                                                        |
| ---------------------------------- | ------------------- | --------------------------------------------------------------- |
| Fekete 72' Struhár 76' Davidov 80' | (0 – 1) Jegyzőkönyv | Tököli 14' Szabó 13' Vári 71' Fiola 80' Horváth 85' Heffler 88' |

| Nyíregyháza Városi Stadion, Nyíregyháza Nézőszám: 2 200 Játékvezető: Szilasi Szabolcs (magyar) |

| 18. forduló 2010. március 13. 14:30 |

| Paksi FC                                                            | 2 – 2               | Vasas                                 |
| ------------------------------------------------------------------- | ------------------- | ------------------------------------- |
| Tököli 52' 29' Kiss 76' 78' Éger 12' Szabó 60' Vári 72' Lisztes 88' | (0 – 1) Jegyzőkönyv | Hrepka 42' Divić 69' Bruno Bosi 90+2' |

| Fehérvári úti stadion, Paks Nézőszám: 1 700 Játékvezető: Bede Ferenc (magyar) |

| 19. forduló 2010. március 20. 17:30 |

| Paksi FC                             | 1 – 2               | Ferencváros                                                                    |
| ------------------------------------ | ------------------- | ------------------------------------------------------------------------------ |
| Vayer 41' 41' Lisztes 37' Kiss 90+2' | (1 – 1) Jegyzőkönyv | Elding 34' Ferenczi 50' Kulcsár 20' Tóth 49' Tutorić 75' Doherty 80' Wolfe 85' |

| Fehérvári úti stadion, Paks Nézőszám: 6 000 Játékvezető: Solymosi Péter (magyar) |

| 20. forduló 2010. március 27. 16:00 |

| Kaposvári Rákóczi                           | 1 – 1               | Paksi FC                                  |
| ------------------------------------------- | ------------------- | ----------------------------------------- |
| Zahorecz 80' (11-esből) Stanić 38' Bőle 75' | (0 – 0) Jegyzőkönyv | Tököli 67' Nikolov 34' Böde 79' Urbán 90' |

| Rákóczi Stadion, Kaposvár Nézőszám: 1 800 Játékvezető: Kassai Viktor (magyar) |

| 21. forduló 2010. április 3. 15:00 |

| Paksi FC                                  | 0 – 2               | MTK Budapest                                          |
| ----------------------------------------- | ------------------- | ----------------------------------------------------- |
| Tamási 47' Nikolov 63′ Urbán 78′ Böde 83' | (0 – 0) Jegyzőkönyv | Hidvégi 50' Lázok 64' (11-esből) 15' Pál 68' Vági 75' |

| Fehérvári úti stadion, Paks Nézőszám: 1 000 Játékvezető: Veizer Roland (magyar) |

| 22. forduló 2010. április 10. 15:00 |

| Debreceni VSC                                                      | 3 – 1               | Paksi FC                                 |
| ------------------------------------------------------------------ | ------------------- | ---------------------------------------- |
| Coulibaly 49' 80' Feczesin 64' (11-esből) Kiss 25' Czvitkovics 55' | (0 – 1) Jegyzőkönyv | Böde 36' 70' Vári 14' Fiola 42' Éger 63' |

| Oláh Gábor utcai stadion, Debrecen Nézőszám: 2 200 Játékvezető: Farkas Ádám (magyar) |

| 23. forduló 2010. április 17. 15:00 |

| Paksi FC                   | 1 – 2               | Videoton                       |
| -------------------------- | ------------------- | ------------------------------ |
| Tököli A. 3' Völgyi D. 21' | (1 – 2) Jegyzőkönyv | Sándor Gy. 22' Nikolics N. 34' |

| Fehérvári úti stadion, Paks Nézőszám: 2 000 Játékvezető: Szabó Zsolt (magyar) Asszisztensek: Iványi István Kispál Róbert |

| 24. forduló 2010. április 24. 15:00 |

| Újpest                                                | 3 – 2               | Paksi FC                  |
| ----------------------------------------------------- | ------------------- | ------------------------- |
| Rajczi 13' Barczi 18' Simek 84' Korcsmár 32' Foxi 63' | (2 – 1) Jegyzőkönyv | Tököli 43' 80' Sipeki 52' |

| Szusza Ferenc Stadion, Budapest Nézőszám: 3 000 Játékvezető: Miquel Alvaro Garcia (chilei) |

| 25. forduló 2010. május 1. 17:00 |

| Paksi FC                              | 1 – 1               | Győri ETO                             |
| ------------------------------------- | ------------------- | ------------------------------------- |
| Tököli 81' 90+2' Böde 64' Lisztes 87' | (0 – 1) Jegyzőkönyv | Nicorec 14' Pilibaitis 55' Tokody 65' |

| Fehérvári úti stadion, Paks Nézőszám: 1 500 Játékvezető: Iványi Zoltán (magyar) |

| 26. forduló 2010. május 5. 18:00 |

| Kecskeméti TE                      | 1 – 1               | Paksi FC                        |
| ---------------------------------- | ------------------- | ------------------------------- |
| Némedi 80' (11-esből) Omagbemi 26' | (0 – 0) Jegyzőkönyv | Vayer 56' B. Tóth 70' Fiola 80' |

| Széktói Stadion, Kecskemét Nézőszám: 1 200 Játékvezető: Németh Ádám (magyar) |

| 27. forduló 2010. május 8. 18:00 |

| Paksi FC    | 1 – 0               | Diósgyőr                             |
| ----------- | ------------------- | ------------------------------------ |
| Lisztes 63' | (0 – 0) Jegyzőkönyv | Takács 52' Radoš 56' Vukadinović 61' |

| Fehérvári úti stadion, Paks Nézőszám: 1 000 Játékvezető: Oláh Gábor (magyar) |

| 28. forduló 2010. május 15. 18:00 |

| Lombard Pápa                                        | 1 – 0               | Paksi FC                       |
| --------------------------------------------------- | ------------------- | ------------------------------ |
| Éger 59' (öngól) Venczel 23' Granát 60' Gyömbér 87' | (0 – 0) Jegyzőkönyv | Éger 2' Horváth 24' Völgyi 36' |

| Perutz Stadion, Pápa Nézőszám: 1 000 Játékvezető: Veizer Roland (magyar) |

| 29. forduló 2010. május 19. 18:00 |

| Paksi FC                                              | 2 – 1               | Budapest Honvéd                                                        |
| ----------------------------------------------------- | ------------------- | ---------------------------------------------------------------------- |
| Kiss 5' Böde 44' 66' Völgyi 80' Fiola 81' Nikolov 85' | (2 – 0) Jegyzőkönyv | Vaccaro 82' (11-esből) Abass 72' Debreceni 75' Akassou 87' Ianchuk 88' |

| Fehérvári úti stadion, Paks Nézőszám: 1 500 Játékvezető: Kassai Viktor (magyar) |

| 30. forduló 2010. május 23. 17:30 |

| Haladás                                                    | 4 – 0               | Paksi FC                      |
| ---------------------------------------------------------- | ------------------- | ----------------------------- |
| Lengyel 15' 89' Halmosi 29' Oross 41' Irhás 75' Iszlai 87' | (3 – 0) Jegyzőkönyv | Sipeki 28' Szabó 33' Böde 37′ |

| Rohonci úti stadion, Szombathely Nézőszám: 5 000 Játékvezető: Berger József (magyar) |

#### Végeredmény
| #   | Csapat                    | M  | GY | D  | V  | G+ – G– | GK  | P  | Megjegyzések                                   |
| --- | ------------------------- | -- | -- | -- | -- | ------- | --- | -- | ---------------------------------------------- |
| 1.  | Debreceni VSCCV (B, KGY)  | 30 | 20 | 2  | 8  | 63–37   | +26 | 62 | 2010–2011-es Bajnokok Ligája – 2. selejtezőkör |
| 2.  | Videoton (I)              | 30 | 18 | 7  | 5  | 59–31   | +28 | 61 | 2010–2011-es Európa-liga – 2. selejtezőkör     |
| 3.  | Győri ETO (I)             | 30 | 15 | 12 | 3  | 38–18   | +20 | 57 | 2010–2011-es Európa-liga – 1. selejtezőkör     |
| 4.  | Újpest                    | 30 | 17 | 4  | 9  | 49–39   | +10 | 55 |                                                |
| 5.  | Zalaegerszegi TE (I)      | 30 | 15 | 8  | 7  | 59–45   | +14 | 53 | 2010–2011-es Európa-liga – 1. selejtezőkör     |
| 6.  | MTK Budapest              | 30 | 12 | 7  | 11 | 52–41   | +11 | 43 |                                                |
| 7.  | FerencvárosÚ              | 30 | 10 | 11 | 9  | 34–35   | −1  | 41 |                                                |
| 8.  | Haladás                   | 30 | 10 | 9  | 11 | 46–49   | −3  | 39 |                                                |
| 9.  | Budapest HonvédK          | 30 | 9  | 11 | 10 | 38–35   | +3  | 38 |                                                |
| 10. | Kecskeméti TE             | 30 | 10 | 7  | 13 | 50–56   | −6  | 37 |                                                |
| 11. | Lombard PápaÚ             | 30 | 10 | 5  | 15 | 39–50   | −11 | 35 |                                                |
| 12. | Kaposvári Rákóczi         | 30 | 8  | 8  | 14 | 38–50   | −12 | 32 |                                                |
| 13. | Vasas                     | 30 | 8  | 7  | 15 | 39–61   | −22 | 31 |                                                |
| 14. | Paksi FC                  | 30 | 7  | 10 | 13 | 31–44   | −13 | 31 |                                                |
| 15. | Nyíregyháza Spartacus (K) | 30 | 6  | 9  | 15 | 41–60   | −19 | 27 | NB II                                          |
| 16. | Diósgyőr (K)              | 30 | 4  | 5  | 21 | 31–56   | −25 | 17 | NB II                                          |

Forrás: MLSZ adatbank 
A rangsorolás alapszabályai: 1. összpontszám, 2. győzelmek száma, 3. gólkülönbség, 4. szerzett gólok száma, 5. egymás elleni eredmények összpontszáma,  6. egymás elleni eredmények gólkülönbsége, 7. egymás elleni eredmények szerzett góljainak száma, 8. egymás elleni eredmények idegenben szerzett góljainak száma.
Mivel a bajnok Debreceni VSC nyerte 2009–2010-es magyar kupát, így a bajnoki ezüstérmes Videoton a 2010–2011-es Európa-liga 2. selejtezőkörében, míg a kupadöntőt elbukó Zalaegerszegi TE és a Győri ETO a 2010–2011-es Európa-liga 1. selejtezőkörében jogosult indulni.
(B): Bajnokcsapat, (K): Kieső csapat, (F): Feljutó csapat, (I): Kupainduló, (R): A rájátszás győztese, (KGY): Kupagyőztes

#### Az eredmények összesítése
Az alábbi táblázatban összesítve szerepelnek a Paksi FC 2009/10-es bajnokságban elért eredményei.
| Ősz/tavasz (forduló)    | Otthon | Otthon | Otthon | Otthon | Otthon | Otthon | Otthon | Idegenben | Idegenben | Idegenben | Idegenben | Idegenben | Idegenben | Idegenben |
| Ősz/tavasz (forduló)    | M      | GY     | D      | V      | LG–KG  | GK     | P      | M         | GY        | D         | V         | LG–KG     | GK        | P         |
| ----------------------- | ------ | ------ | ------ | ------ | ------ | ------ | ------ | --------- | --------- | --------- | --------- | --------- | --------- | --------- |
| Őszi szezon (1–15.)     | 7      | 5      | 1      | 1      | 10–4   | +6     | 16     | 8         | 0         | 4         | 4         | 6–14      | –8        | 4         |
| Tavaszi szezon (16–30.) | 8      | 2      | 2      | 4      | 9–12   | –3     | 8      | 7         | 0         | 3         | 4         | 6–14      | –8        | 3         |
| Összesen (1–30.)        | 15     | 7      | 3      | 5      | 19–16  | +3     | 24     | 15        | 0         | 7         | 8         | 12–28     | -16       | 7         |

#### Helyezések fordulónként
| Forduló  | 1  | 2  | 3  | 4  | 5  | 6  | 7  | 8  | 9  | 10 | 11 | 12 | 13 | 14 | 15 | 16 | 17 | 18 | 19 | 20 | 21 | 22 | 23 | 24 | 25 | 26 | 27 | 28 | 29 | 30 |
| -------- | -- | -- | -- | -- | -- | -- | -- | -- | -- | -- | -- | -- | -- | -- | -- | -- | -- | -- | -- | -- | -- | -- | -- | -- | -- | -- | -- | -- | -- | -- |
| Helyszín | I  | O  | I  | I  | O  | I  | O  | I  | O  | I  | O  | I  | O  | I  | O  | O  | I  | O  | O  | I  | O  | I  | O  | I  | O  | I  | O  | I  | O  | I  |
| Eredmény | V  | GY | V  | D  | GY | D  | V  | V  | GY | V  | GY | D  | D  | D  | GY | V  | D  | D  | V  | D  | V  | V  | V  | V  | D  | D  | GY | V  | GY | V  |
| Helyezés | 11 | 11 | 11 | 10 | 8  | 10 | 12 | 12 | 8  | 10 | 8  | 9  | 10 | 10 | 9  | 10 | 10 | 10 | 10 | 10 | 11 | 14 | 14 | 14 | 14 | 14 | 14 | 14 | 14 | 14 |

Helyszín: O = Otthon; I = Idegenben. Eredmény: GY = Győzelem; D = Döntetlen; V = Vereség.

### Magyar kupa
| 3. forduló 2009. szeptember 16. 15:30 |

| Kozármisleny SE | 0 – 1               | Paksi FC                                         |
| --------------- | ------------------- | ------------------------------------------------ |
|                 | (0 – 0) Jegyzőkönyv | Tóth 64' (öngól) Horváth 43' Zováth 47' Böde 80' |

| Kozármisleny Játékvezető: Kiss Norbert (magyar) |

| 4. forduló 2009. szeptember 30. 15:00 |

| Kaposvölgye                       | 1 – 0               | Paksi FC                          |
| --------------------------------- | ------------------- | --------------------------------- |
| Fellai 80' Szűcs 78' Andruskó 86' | (0 – 0) Jegyzőkönyv | Tamási 57' Urbán 77' Tököli 90+2' |

| Nagyberki Nézőszám: 100 Játékvezető: Pánczél Krisztián (magyar) |

### Ligakupa

#### Csoportkör (B csoport)
| 1. forduló 2009. július 22. 18:00 |

| Paksi FC                | 1 – 1               | Lombard Pápa                         |
| ----------------------- | ------------------- | ------------------------------------ |
| Tököli 18' 37' Böde 68′ | (1 – 1) Jegyzőkönyv | Bárányos 34' Venczel 83' Tóth G. 89' |

| Fehérvári úti stadion, Paks Játékvezető: Sulyok Gergely (magyar) |

| 2. forduló 2009. július 29. 18:00 |

| Kaposvári Rákóczi      | 0 – 1               | Paksi FC             |
| ---------------------- | ------------------- | -------------------- |
| Kulcsár 53' Stanić 59' | (0 – 1) Jegyzőkönyv | Bohner 24' Gévay 59' |

| Rákóczi Stadion, Kaposvár Játékvezető: Arany Tamás (magyar) |

| 3. forduló 2009. augusztus 5. 17:30 |

| Paksi FC | 0 – 1               | Videoton                                   |
| -------- | ------------------- | ------------------------------------------ |
|          | (0 – 0) Jegyzőkönyv | Olasz D. 90+1' Zimányi Á. 65' Szabó T. 76' |

| Fehérvári úti stadion, Paks Játékvezető: Kiss Norbert (magyar) Asszisztensek: Kepe Arnold Nagy Tímea |

| 4. forduló 2009. augusztus 19. 19:00 |

| Zalaegerszegi TE                                             | 3 – 1               | Paksi FC                            |
| ------------------------------------------------------------ | ------------------- | ----------------------------------- |
| Pavićević 14' Kamber 37' Illés 40' Todorović 54' Schultz 80' | (3 – 0) Jegyzőkönyv | Pap 73' Vári 44' Nagy 70' Gévay 75' |

| ZTE Aréna, Zalaegerszeg Játékvezető: Szilasi Szabolcs (magyar) |

| 5. forduló 2009. augusztus 26. 17:00 |

| Paksi FC                | 3 – 3               | Győri ETO                                                       |
| ----------------------- | ------------------- | --------------------------------------------------------------- |
| Heffler 59' 62' Pap 68' | (0 – 0) Jegyzőkönyv | Csermelyi 55' Sánta 58' Koltai 90' Nyári 53' Eugène 62' Kis 86' |

| Fehérvári úti stadion, Paks Játékvezető: Arany Tamás (magyar) |

| 6. forduló 2009. szeptember 23. 17:00 |

| Lombard Pápa               | 0 – 2               | Paksi FC                                           |
| -------------------------- | ------------------- | -------------------------------------------------- |
| Dlusztus 33' Alex José 38′ | (0 – 0) Jegyzőkönyv | Gévay 53' 53' Weitner 65' 60' Vári 24' Nikolov 49' |

| Perutz Stadion, Pápa Játékvezető: Gyarmati II. Tibor (magyar) |

| 7. forduló 2009. november 4. 13:00 |

| Paksi FC                              | 4 – 0               | Kaposvári Rákóczi                    |
| ------------------------------------- | ------------------- | ------------------------------------ |
| Nagy 3' Tamási 10' Pap 22' Sipeki 30' | (4 – 0) Jegyzőkönyv | Horváth 2' Marković 4' Keresztes 67' |

| Fehérvári úti stadion, Paks Játékvezető: Bognár Tamás (magyar) |

| 8. forduló 2009. november 13. 13:00 |

| Videoton                                                  | 3 – 0               | Paksi FC                                            |
| --------------------------------------------------------- | ------------------- | --------------------------------------------------- |
| Purović, M. 20' 40' Vujović, G. 45' 73' Farkas II. B. 59' | (2 – 0) Jegyzőkönyv | Lisztes K. 31' Urbán G. 58' Böde D. 59' Vári B. 81' |

| Sóstói Stadion, Székesfehérvár Játékvezető: Szilasi Szabolcs (magyar) Asszisztensek: Gyűrűsi Gábor Mohos Milán |

| 9. forduló 2009. november 25. 13:00 |

| Paksi FC                                                  | 3 – 0               | Zalaegerszegi TE            |
| --------------------------------------------------------- | ------------------- | --------------------------- |
| Böde 6' 67′ Sipeki 34' Heffler 49' Tamási 58' Weitner 88' | (2 – 0) Jegyzőkönyv | Bogunović 42' Todorović 69′ |

| Fehérvári úti stadion, Paks Játékvezető: Barna Gábor (magyar) |

| 10. forduló 2009. december 5. 13:00 |

| Győri ETO                                                         | 0 – 1               | Paksi FC                                                                   |
| ----------------------------------------------------------------- | ------------------- | -------------------------------------------------------------------------- |
| Fehér 44' Copa 60' Babić 64′ Eugène 75′ Alekszidze 81' Völgyi 81' | (0 – 0) Jegyzőkönyv | Sipeki 66' Tököli 16' Szabó 37' Mészáros 67' Tamási 80' Csernyánszki 90+2' |

| ETO Park, Győr Játékvezető: Szőts Gergely (magyar) |

#### A B csoport végeredménye
| Színmagyarázat | Színmagyarázat                                                 |
| -------------- | -------------------------------------------------------------- |
|                | A csoportelső és csoportmásodik bejutott a középdöntőbe.       |
|                | A csoport többi helyezettje nem folytathatta a kupaszereplést. |

| Csapat            | M  | Gy | D | V | G+ | G– | Gk  | P  |
| ----------------- | -- | -- | - | - | -- | -- | --- | -- |
| Videoton          | 10 | 5  | 4 | 1 | 19 | 7  | +12 | 19 |
| Paksi FC          | 10 | 5  | 2 | 3 | 16 | 11 | +5  | 17 |
| Zalaegerszegi TE  | 10 | 5  | 1 | 4 | 17 | 17 | 0   | 16 |
| Győri ETO         | 10 | 4  | 4 | 2 | 18 | 11 | +7  | 16 |
| Kaposvári Rákóczi | 10 | 3  | 1 | 6 | 9  | 19 | –10 | 10 |
| Lombard Pápa      | 10 | 1  | 2 | 7 | 12 | 26 | –14 | 5  |

#### Középdöntő (B csoport)
| 1. forduló 2010. február 13. 13:30 |

| Újpest                                    | 1 – 1               | Paksi FC                      |
| ----------------------------------------- | ------------------- | ----------------------------- |
| Takács 91' Foxi 55' Millar 77' Pollák 83' | (0 – 1) Jegyzőkönyv | Nagy 43' Vári 75' Weitner 86' |

| Illovszky Rudolf Stadion, Budapest Játékvezető: Kassai Viktor (magyar) |

| 2. forduló 2010. február 19. 14:00 |

| Paksi FC                                                                       | 3 – 2               | Haladás                                                    |
| ------------------------------------------------------------------------------ | ------------------- | ---------------------------------------------------------- |
| Nagy 8' Éger 51' Vayer 89' Horváth 37' Gévay 59' Szabó 71' Kiss 74' Tököli 85' | (1 – 2) Jegyzőkönyv | Nagy 31' Bogdanović 45' Halmosi 35' Guzmics 49' Iszlai 88' |

| Fehérvári úti stadion, Paks Játékvezető: Kovács J. Zoltán (magyar) |

| 3. forduló 2010. március 9. 18:00 |

| Paksi FC                                  | 1 – 1               | Ferencváros                                                   |
| ----------------------------------------- | ------------------- | ------------------------------------------------------------- |
| Böde 65' Lisztes 34' Gévay 38' Tamási 49' | (0 – 0) Jegyzőkönyv | Tóth 63' Wolfe 27' Abdi 35' Morrison 44′ Vass 59' Haber 90+1' |

| Fehérvári úti stadion, Paks Nézőszám: 700 Játékvezető: Iványi Zoltán (magyar) |

| 4. forduló 2010. március 17. 15:00 |

| Paksi FC                                      | 2 – 1               | Újpest                                          |
| --------------------------------------------- | ------------------- | ----------------------------------------------- |
| Horváth 16' Tököli 29' Mészáros 43' Szabó 84′ | (2 – 1) Jegyzőkönyv | Martin 21' 88′ Kovács 67' Popovics 77' Tóth 81' |

| Fehérvári úti stadion, Paks Játékvezető: Berger József (magyar) |

| 5. forduló 2010. február 23. 14:00 |

| Haladás | 0 – 0               | Paksi FC |
| ------- | ------------------- | -------- |
|         | (0 – 0) Jegyzőkönyv |          |

| Szombathely Játékvezető: Solymosi Péter (magyar) |

| 6. forduló 2010. április 6. 18:00 |

| Ferencváros                                             | 1 – 2               | Paksi FC                      |
| ------------------------------------------------------- | ------------------- | ----------------------------- |
| Shaw 74' Alcántara 28' Tóth 56' Haber 90+2' Wolfe 90+3' | (0 – 0) Jegyzőkönyv | Bartha 47' Kiss 54' Gévay 78' |

| Albert Flórián Stadion, Budapest Nézőszám: 500 Játékvezető: Németh Ádám (magyar) |

#### A B csoport végeredménye
| Csapat      | M | Gy | D | V | G+ | G– | Gk | P  |
| ----------- | - | -- | - | - | -- | -- | -- | -- |
| Paksi FC    | 6 | 3  | 3 | 0 | 9  | 6  | +3 | 12 |
| Haladás     | 6 | 1  | 3 | 2 | 9  | 9  | 0  | 6  |
| Újpest      | 6 | 1  | 3 | 2 | 6  | 6  | 0  | 6  |
| Ferencváros | 6 | 1  | 3 | 2 | 5  | 8  | –3 | 6  |

#### Döntő
| 2010. április 28. 18:00 |

| Debreceni VSC                     | 2 – 1                         | Paksi FC                                   |
| --------------------------------- | ----------------------------- | ------------------------------------------ |
| Bódi 23' Szilágyi 76' Bernáth 39' | (1 – 1) Jegyzőkönyv Részletek | Völgyi 40' Gévay 15' Nikolov 32' Urbán 54' |

| Széktói Stadion, Kecskemét Játékvezető: Berger József (magyar) |

## Külső hivatkozások
- A csapat hivatalos honlapja (magyarul)
- A Magyar Labdarúgó Szövetség honlapja, adatbankja (magyarul)